# Ta sama chwila
"Ta sama chwila" – singel lubelskiego zespołu Bajm pochodzący z albumu Płomień z nieba wydanego w 1993 roku. Tekst utworu napisała Beata Kozidrak a skomponował go Tomasz Staniszewski. Piosenka była notowana na liście przebojów programu trzeciego, przez 12 tygodni gdzie zajęła 3. miejsce.